# Alain Dostie
Pour les articles homonymes, voir Dostie.
Alain Dostie est un directeur de la photographie, scénariste et réalisateur canadien né le 12 septembre 1943.

## Filmographie

### comme directeur de la photographie
- 1967 : La Semaine dernière pas loin du Pont
- 1967 : Jeux de Québec 1967
- 1967 : Better Housing for British Columbia
- 1967 : 9 minutes
- 1968 : Épisode
- 1968 : Le Beau plaisir
- 1969 : With Drums and Trumpets
- 1970 : Hôtel-Château
- 1970 : 10 Miles/Hour
- 1970 : Ainsi soient-ils
- 1971 : Le Martien de Noël
- 1971 : On est loin du soleil
- 1972 : Why I Sing
- 1972 : Le Reel du pendu
- 1972 : Hard Rider
- 1972 : La Maudite Galette
- 1972 : Québec : Duplessis et après…
- 1973 : Tendresse ordinaire
- 1973 : Réjeanne Padovani
- 1974 : Ping-pong
- 1974 : Images de Chine
- 1975 : Gina
- 1975 : Les Vautours
- 1975 : Pour le meilleur et pour le pire
- 1976 : On est au coton
- 1977 : Le soleil se lève en retard
- 1978 : Santa Gertrudis, la première question sur le bonheur
- 1978 : Jornaleros
- 1980 : Les Voleurs de Job
- 1981 : Métier: Boxeur
- 1982 : Le Confort et l'Indifférence
- 1983 : Au pays de Zom
- 1984 : Le Marchand d'armes (The Gunrunner)
- 1984 : Les Années de rêves
- 1985 : Elvis Gratton : Le King des kings
- 1986 : La Magie continue (TV)
- 1987 : Les Fous de Bassan
- 1988 : L'Aigle de fer 2 (Iron Eagle II) de Sidney J. Furie
- 1989 : Dans le ventre du dragon
- 1990 : Perfectly Normal
- 1990 : Le Party
- 1992 : Armen and Bullik (TV)
- 1993 : Thirty Two Short Films About Glenn Gould
- 1994 : The Planets (film) (TV)
- 1994 : L'Arche de verre
- 1994 : Octobre
- 1995 : Le Confessionnal
- 1997 : The Best Bad Thing (TV)
- 1997 : La Vengeance de la femme en noir
- 1997 : The Assistant de Daniel Petrie
- 1998 : Le Violon rouge
- 1999 : The Patty Duke Show: Still Rockin' in Brooklyn Heights (TV)
- 1999 : Elvis Gratton II : Miracle à Memphis
- 2000 : Nuremberg ("Nuremberg") (feuilleton TV)
- 2001 : 15 février 1839

. 2007: Soie, de Franck Girard

### comme scénariste
- 1975 : Gina

### comme réalisateur
- 1974 : C'est votre plus beau temps!

## Récompenses et Nominations

### Récompenses
- 2008: Prix Jutra pour la Meilleure direction de la photographie pour Soie

### Nominations
- 1987 : Prix Génie Nomination pour la meilleure cinématographie : Les Fous de Bassan
- 1996 : Prix Génie Nomination pour la meilleure cinématographie : Le Confessionnal